# Pinswang
Pinswang är en kommun i distriktet Reutte i förbundslandet Tyrolen i Österrike. Den ligger längs gränsen mot Tyskland.
Kommunen består av två orter (Ortschaften) (inom parentes invånarantal 1 januari 2024):
- Oberpinswang (135)
- Unterpinswang (286)